# Comuna Brâncovenești, Mureș
Brâncovenești (în maghiară: Marosvécs, în germană: Wetsch) este o comună în județul Mureș, Transilvania, România, formată din satele Brâncovenești (reședința), Idicel, Idicel-Pădure, Săcalu de Pădure și Vălenii de Mureș.

## Demografie
Componența etnică a comunei Brâncovenești
     Maghiari (44,93%)
     Români (40,66%)
     Romi (6,27%)
     Alte etnii (0,14%)
     Necunoscută (8,01%)
Componența confesională a comunei Brâncovenești
     Reformați (43,5%)
     Ortodocși (42,54%)
     Romano-catolici (1,97%)
     Adventiști (1,74%)
     Alte religii (1,74%)
     Necunoscută (8,51%)
Conform recensământului efectuat în 2021, populația comunei Brâncovenești se ridică la 3.559 de locuitori, în scădere față de recensământul anterior din 2011, când fuseseră înregistrați 3.972 de locuitori. Cei mai mulți locuitori sunt maghiari (44,93%), cu minorități de români (40,66%) și romi (6,27%), iar pentru 8,01% nu se cunoaște apartenența etnică. Din punct de vedere confesional, cei mai mulți locuitori sunt reformați (43,5%), cu minorități de ortodocși (42,54%), romano-catolici (1,97%) și adventiști (1,74%), iar pentru 8,51% nu se cunoaște apartenența confesională.

## Politică și administrație
Comuna Brâncovenești este administrată de un primar și un consiliu local compus din 13 consilieri. Primarul, Ferenc Ördög[*], de la Uniunea Democrată Maghiară din România, este în funcție din 2004. Începând cu alegerile locale din 2024, consiliul local are următoarea componență pe partide politice:
|  | Partid                                 | Consilieri | Componența Consiliului | Componența Consiliului | Componența Consiliului | Componența Consiliului | Componența Consiliului | Componența Consiliului | Componența Consiliului |
|  | -------------------------------------- | ---------- | ---------------------- | ---------------------- | ---------------------- | ---------------------- | ---------------------- | ---------------------- | ---------------------- |
|  | Uniunea Democrată Maghiară din România | 7          |                        |                        |                        |                        |                        |                        |                        |
|  | Alianța pentru Unirea Românilor        | 2          |                        |                        |                        |                        |                        |                        |                        |
|  | Partidul Mișcarea Populară             | 1          |                        |                        |                        |                        |                        |                        |                        |
|  | Partidul Social Democrat               | 1          |                        |                        |                        |                        |                        |                        |                        |
|  | Partidul PRO România                   | 1          |                        |                        |                        |                        |                        |                        |                        |
|  | Zsigmond Ambrus                        | 1          |                        |                        |                        |                        |                        |                        |                        |

## Atracții turistice
- Biserica de lemn din Săcalu de Pădure
- Biserica reformată din Vălenii de Mureș
- Biserica reformată din satul Brâncovenești, construcție 1727
- Castelul Kemény din Brâncovenești, construcție 1557-1558
- Rezervația naturală cu lalele pestrițe din satul Vălenii de Mureș (2,5 ha)

## Imagini

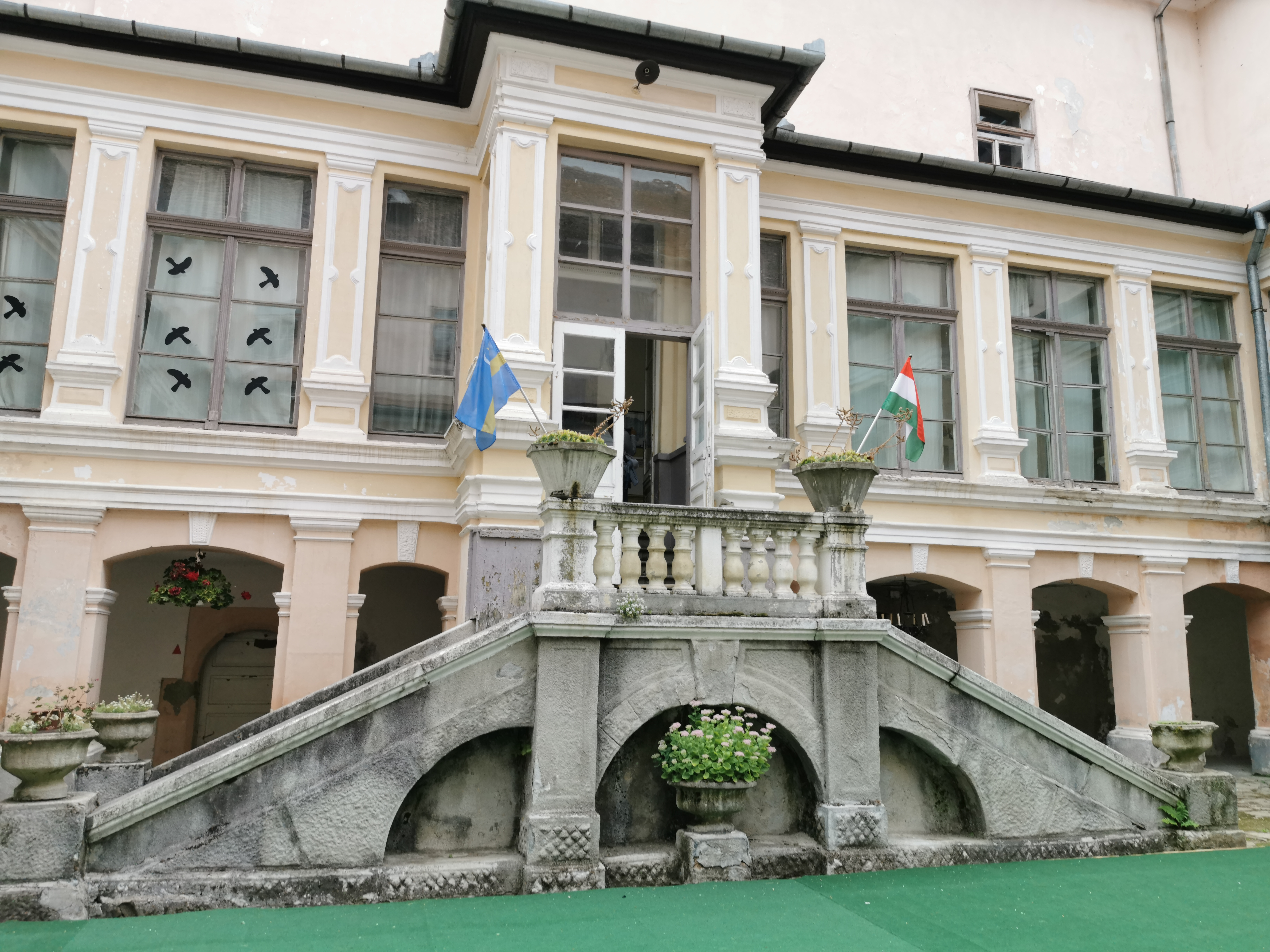
Castelul Kemény din Brâncovenești (monument istoric)
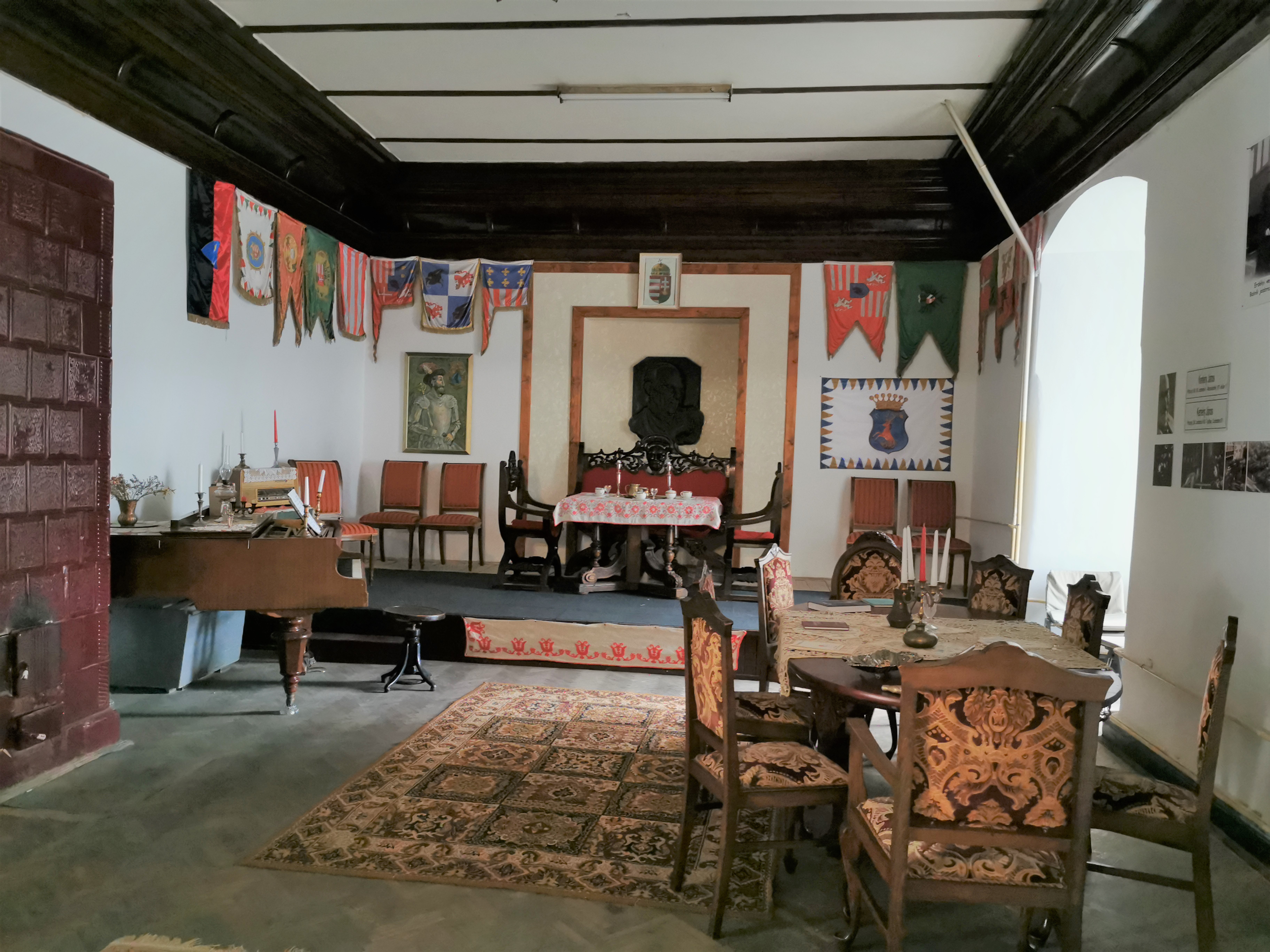
Castelul Kemény din Brâncovenești (monument istoric)
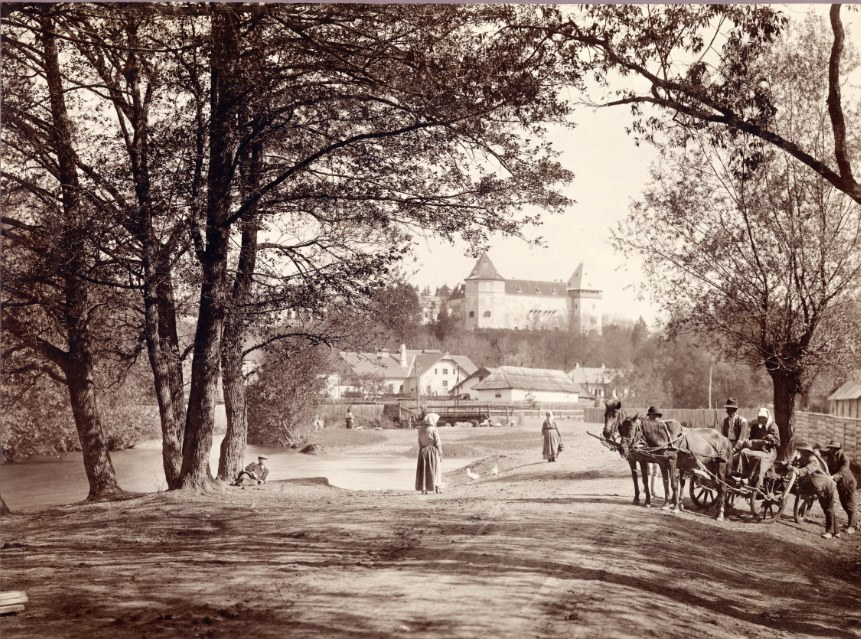
Imagine de epocă
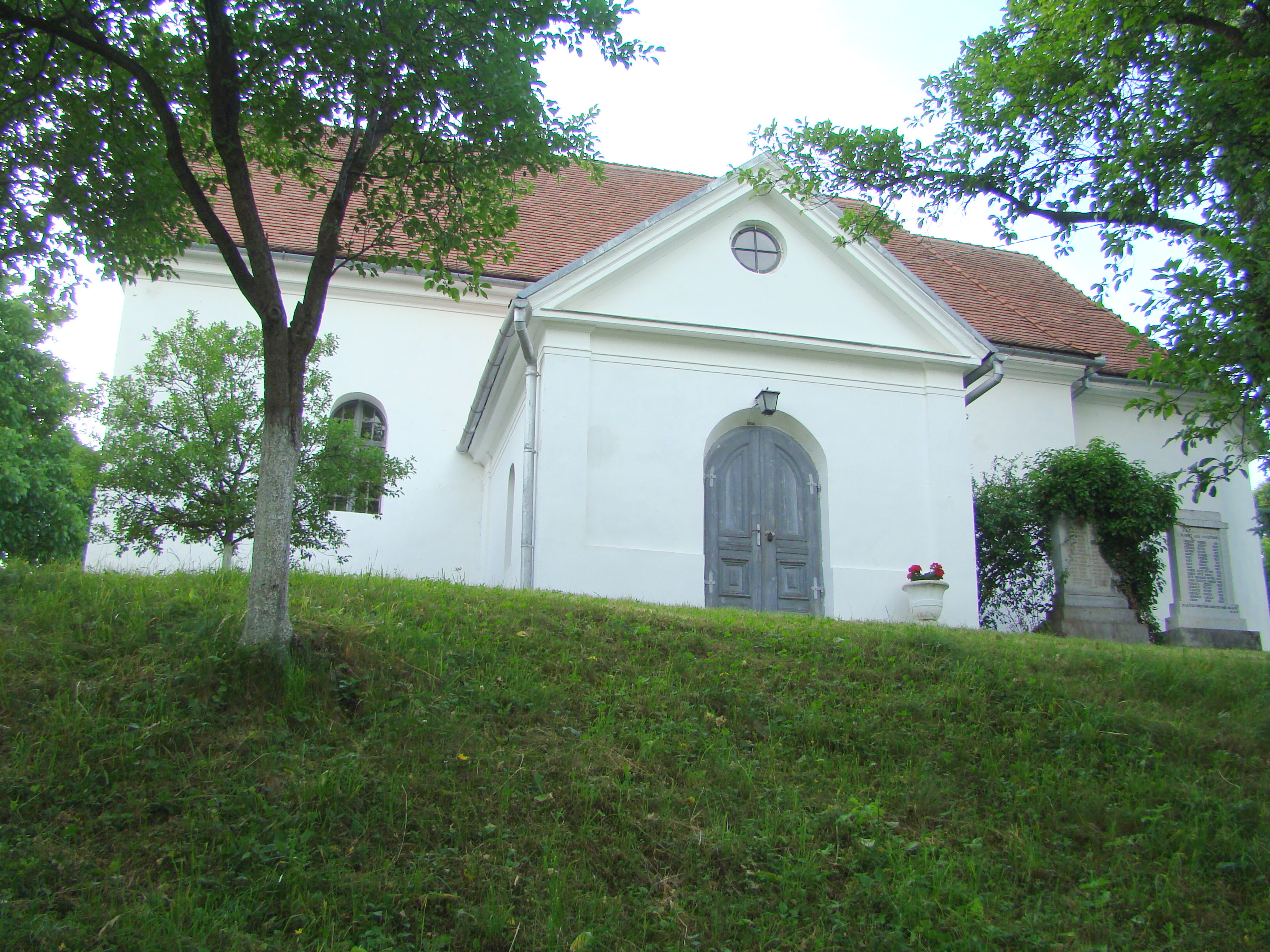
Biserica reformată din Brâncovenești (monument istoric)
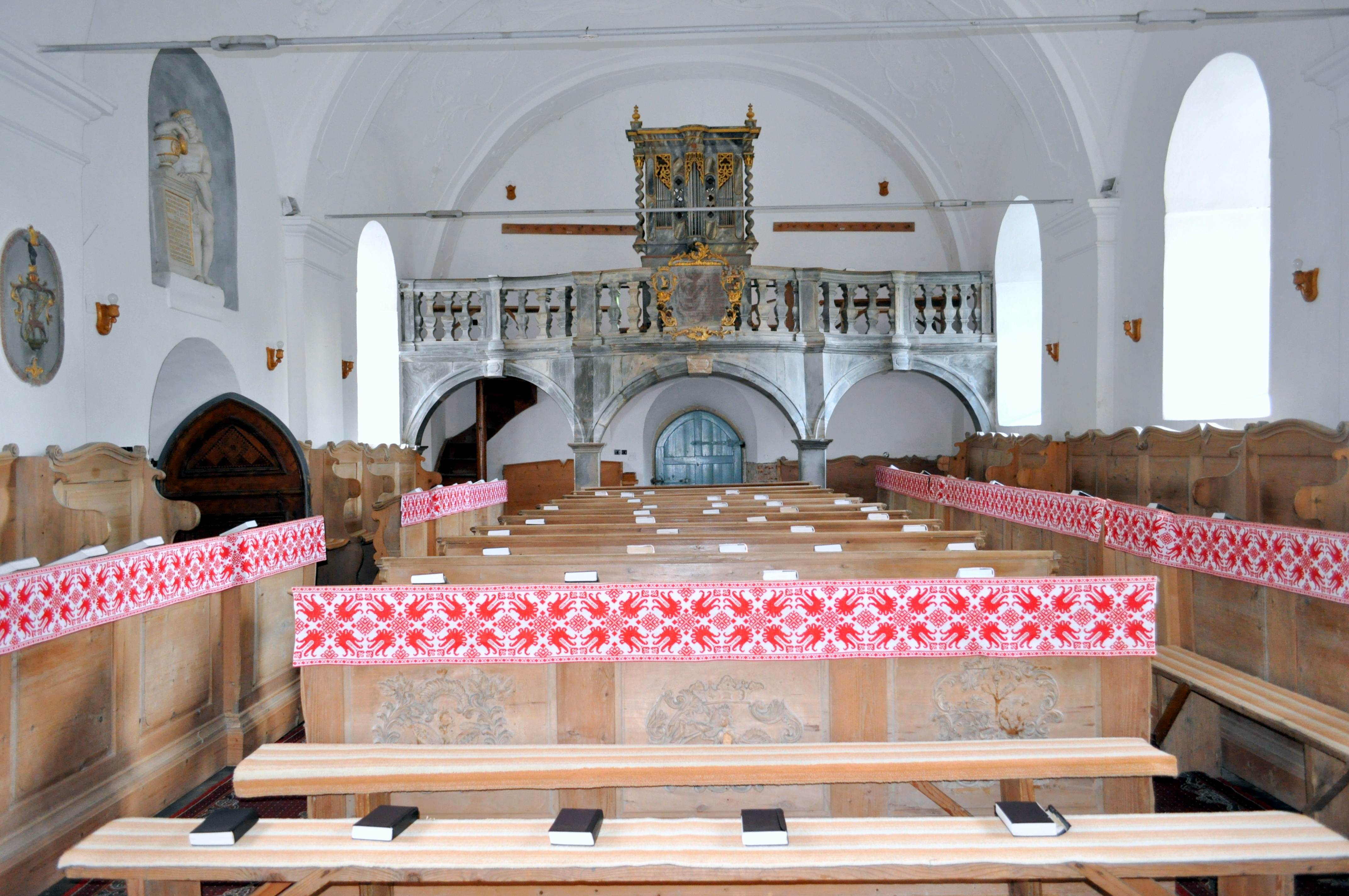
Biserica reformată din Brâncovenești (monument istoric)
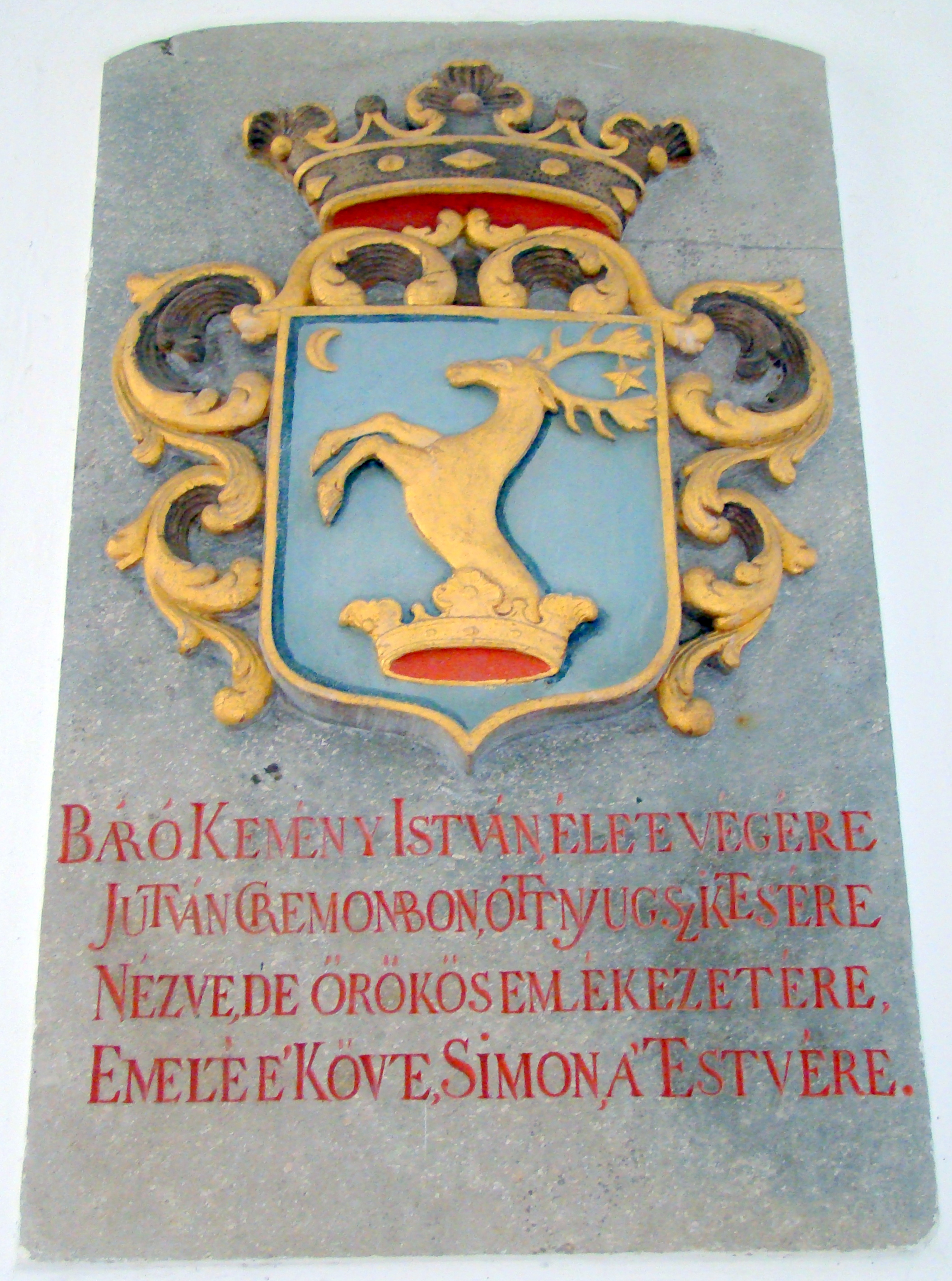
Blazonul familiei nobiliare Kemény
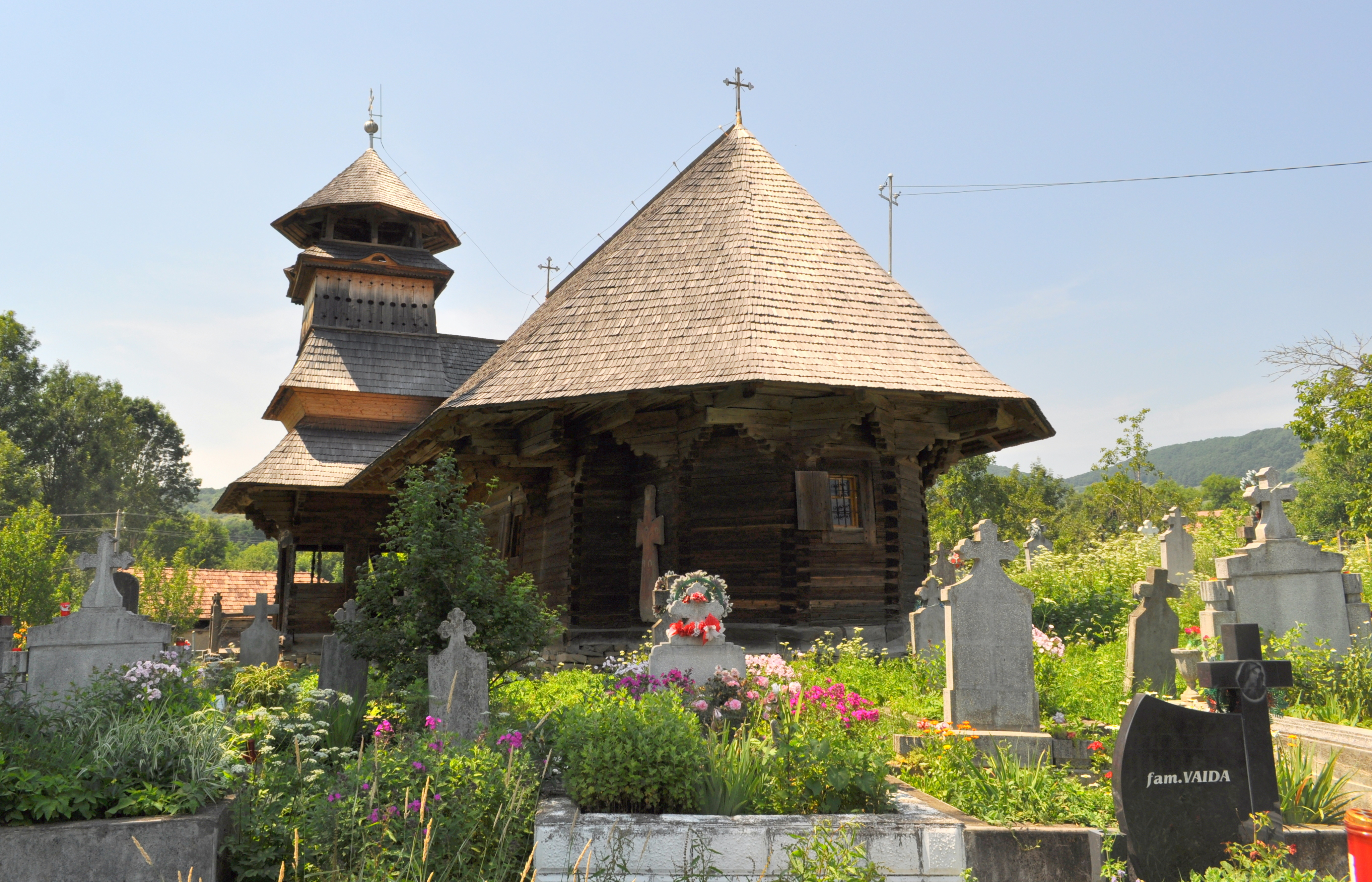
Biserica de lemn din Săcalu de Pădure (monument istoric)
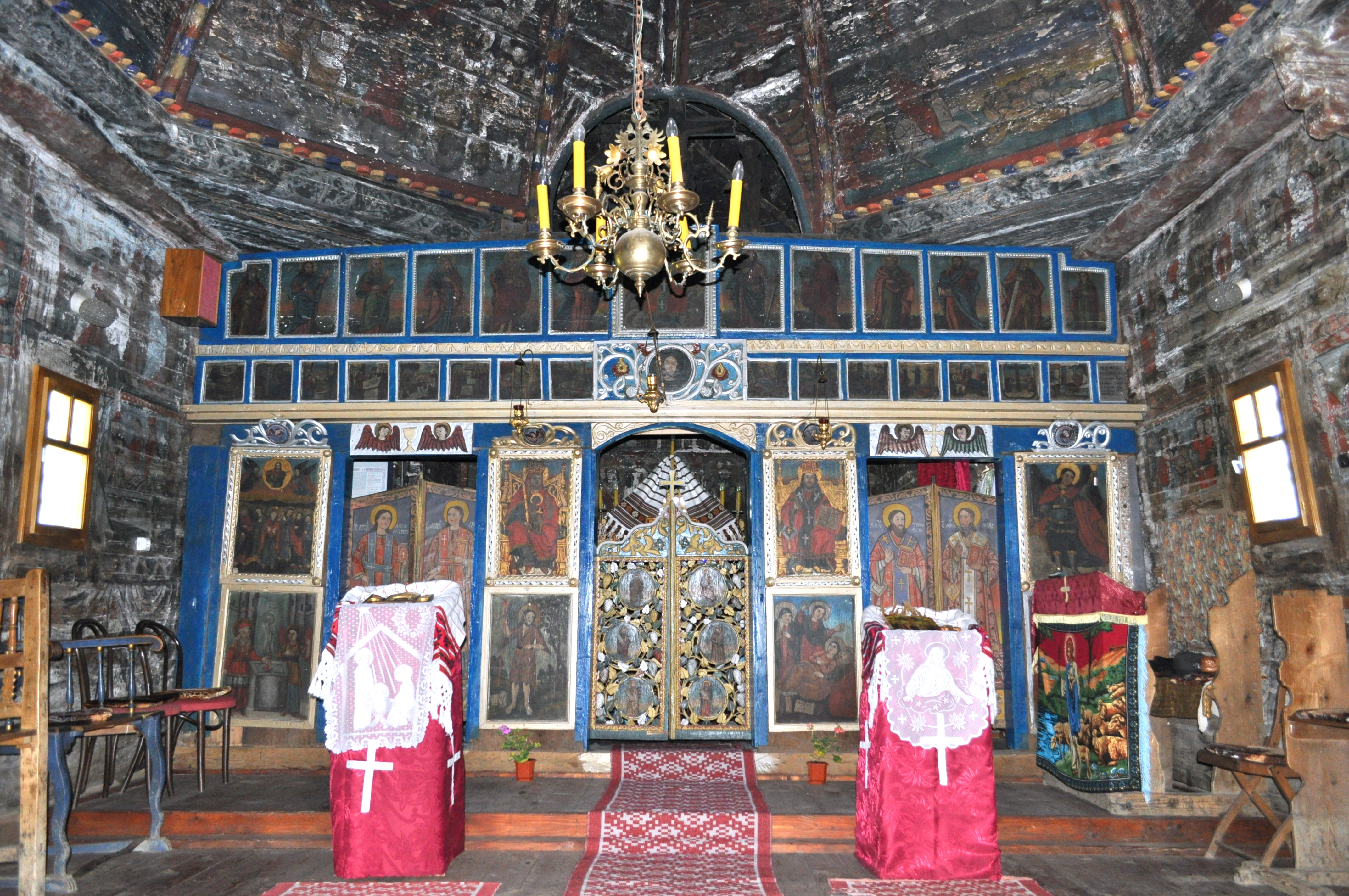
Biserica de lemn din Săcalu de Pădure (monument istoric)
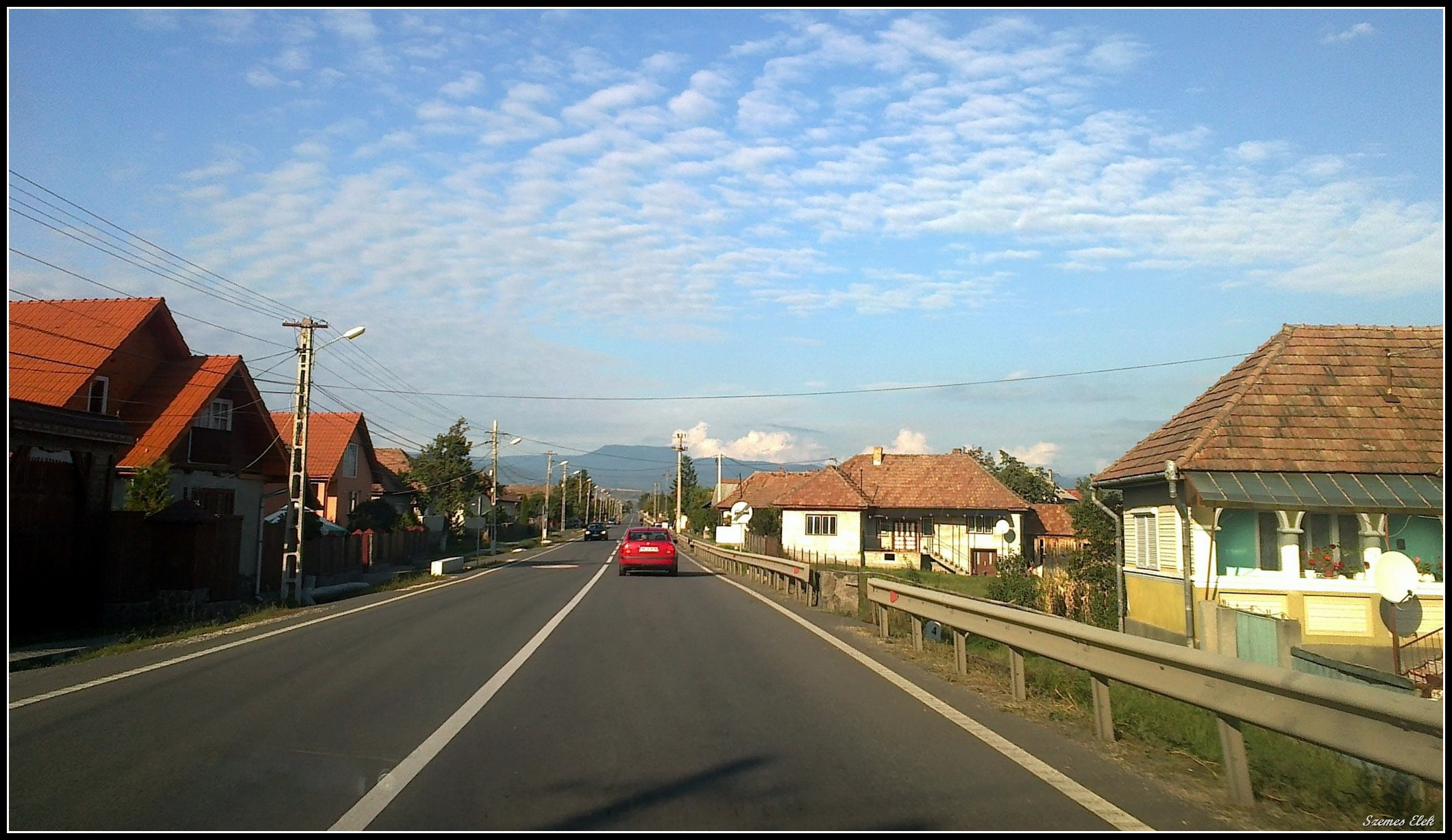
Vălenii de Mureş
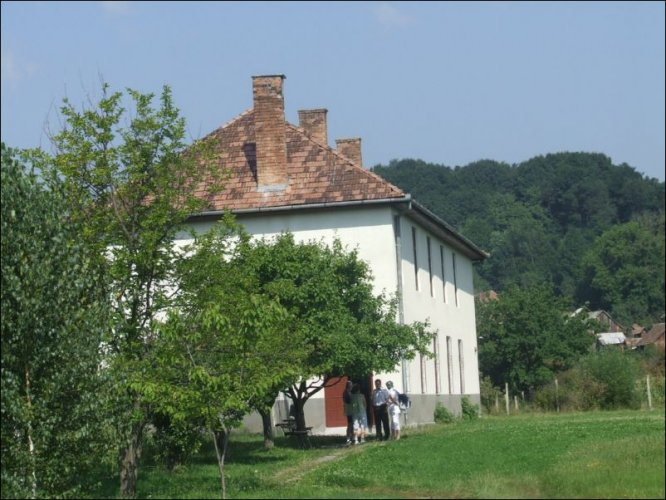
Școala
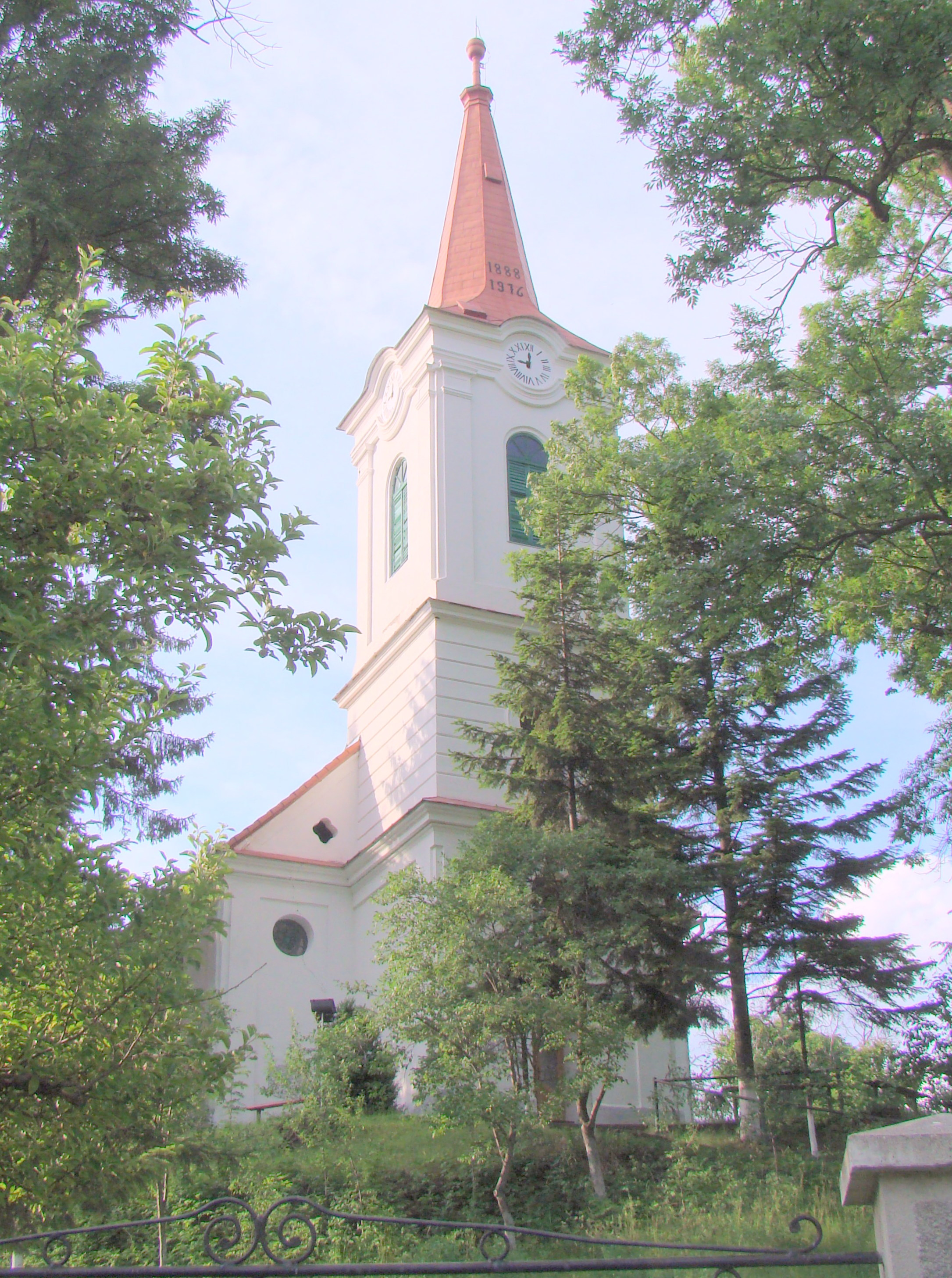
Biserica reformată din Vălenii de Mureș (monument istoric)
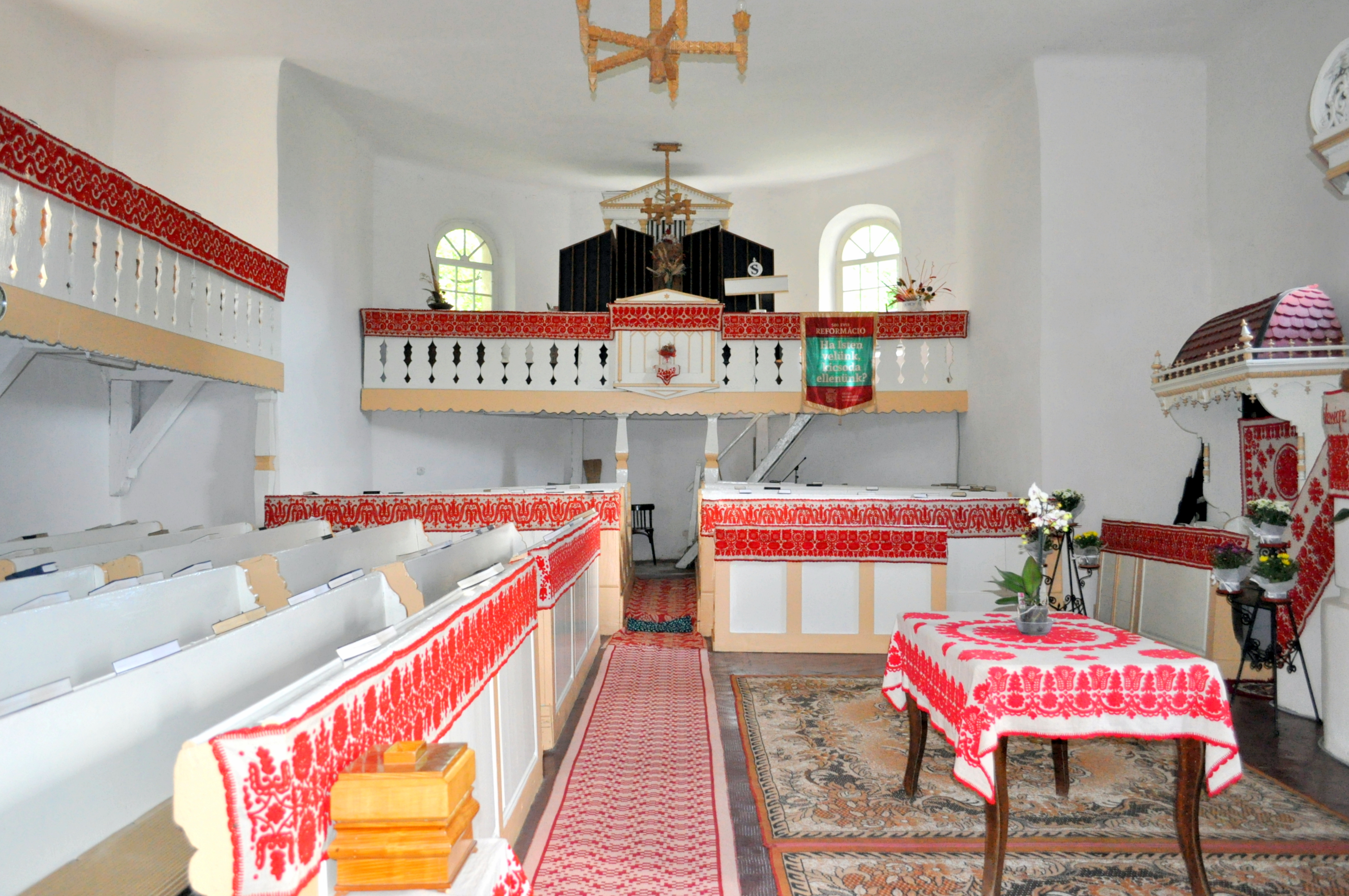
Biserica reformată din Vălenii de Mureș (monument istoric)
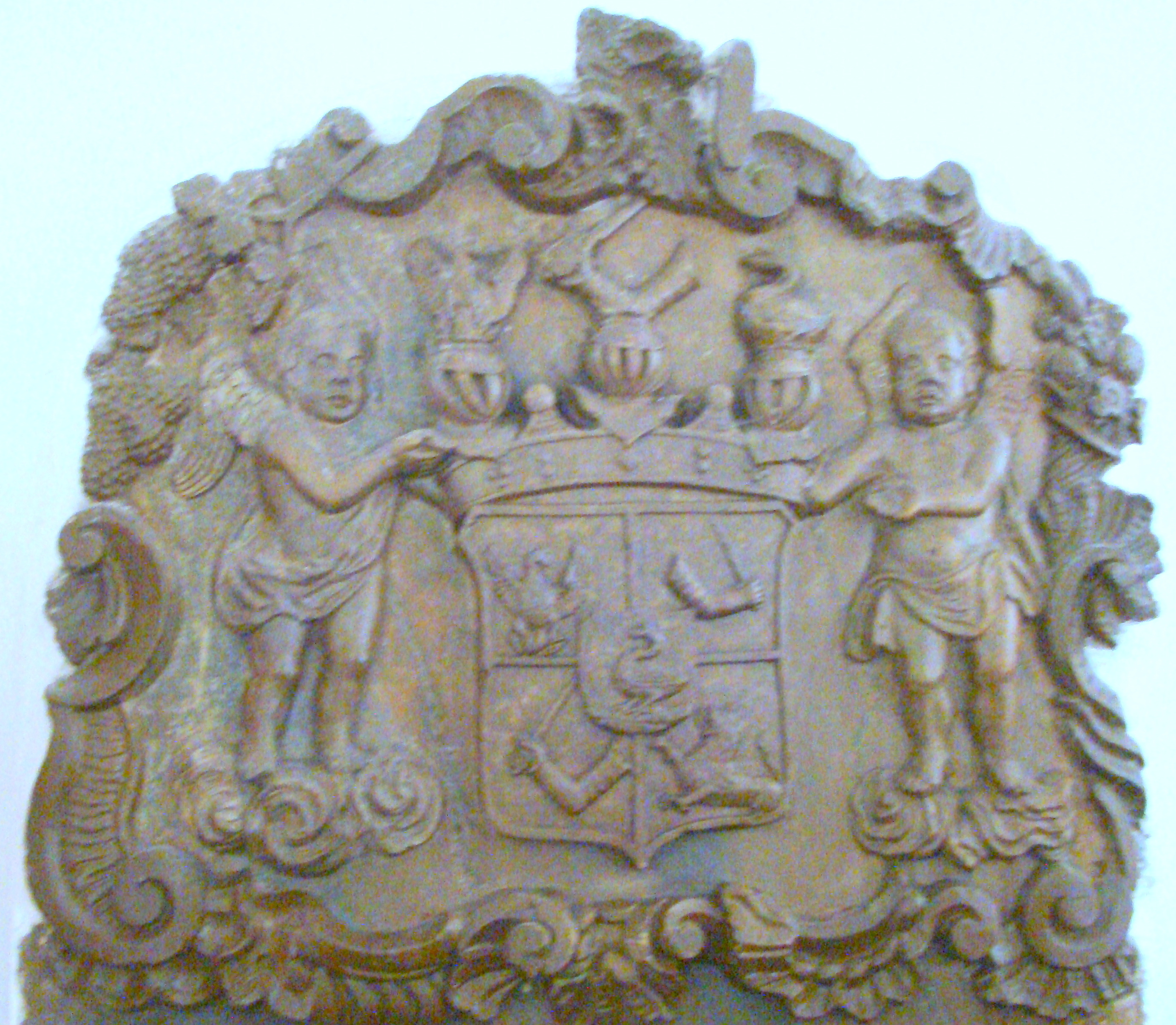
Blazonul nobiliar
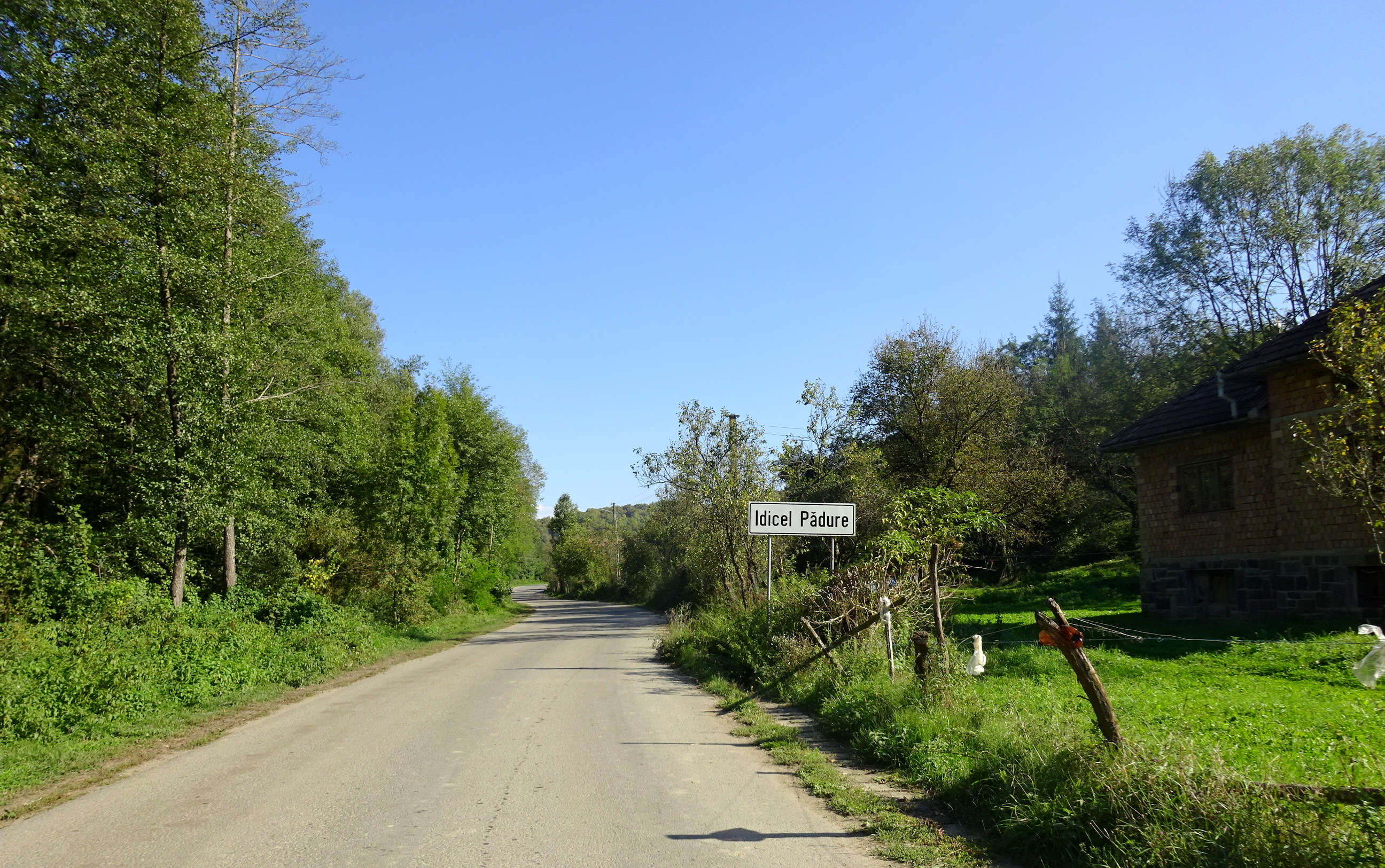
Idicel-Pădure
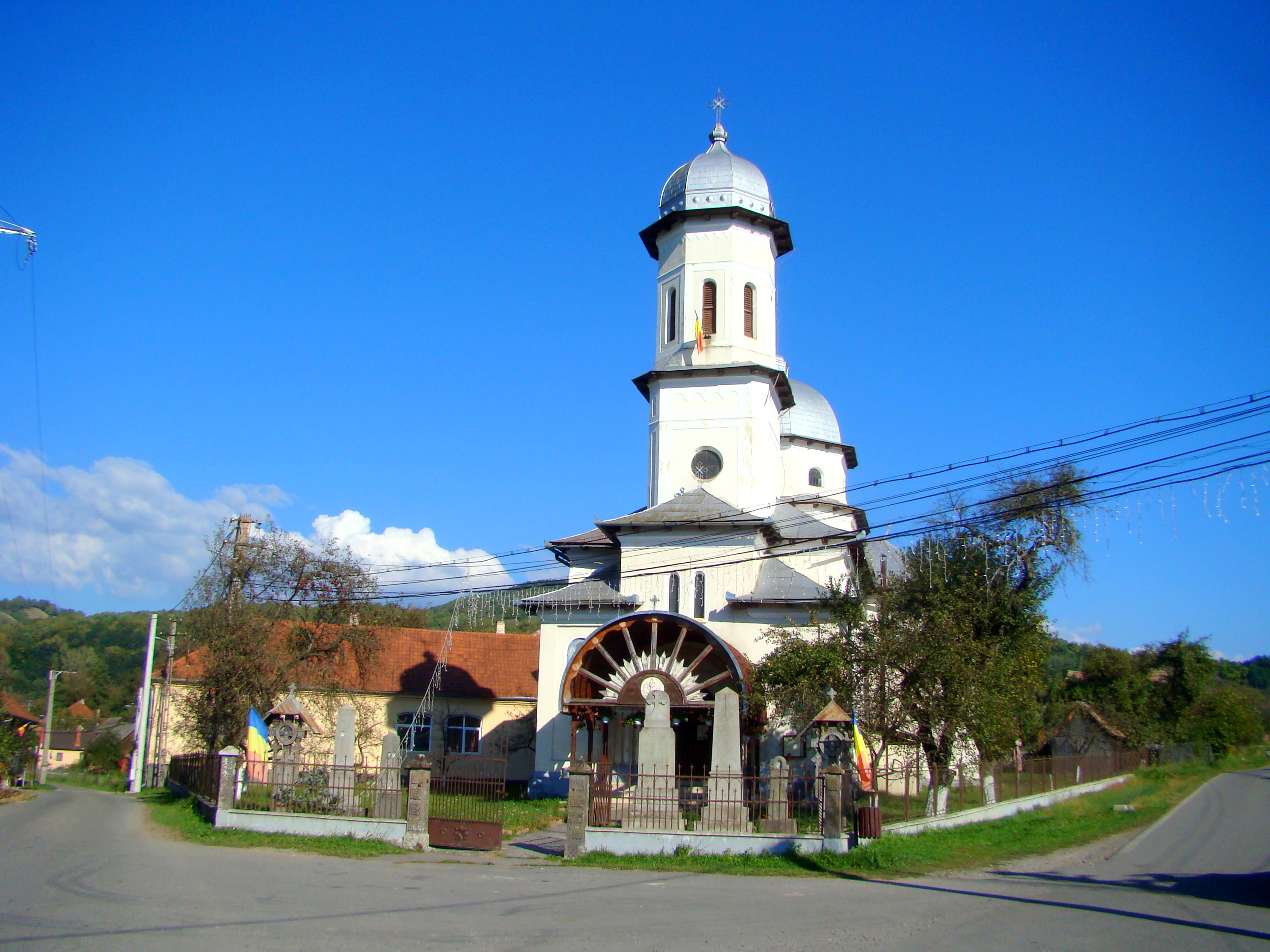
Biserica Sfinții Arhangheli din Idicel-Pădure
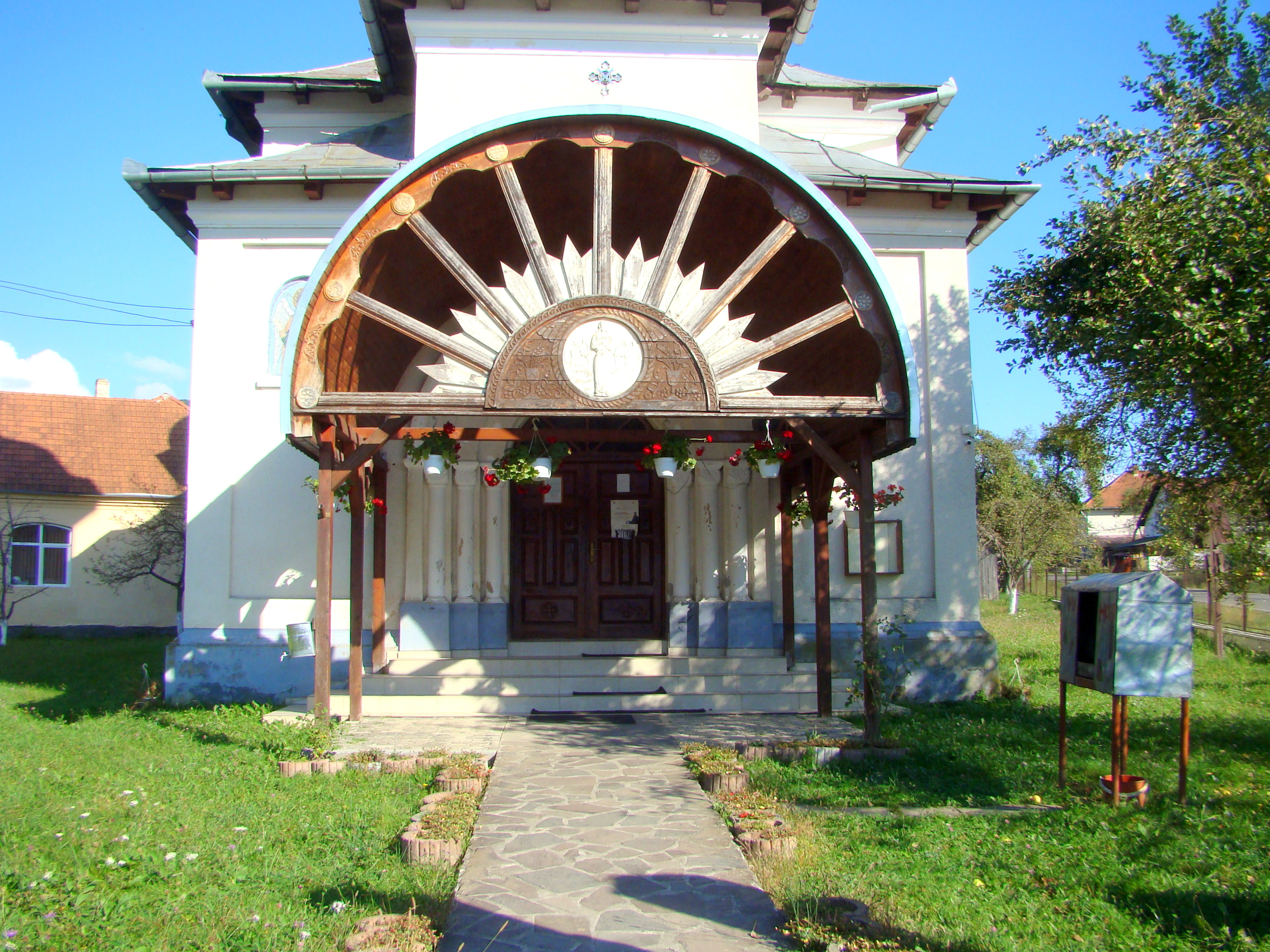
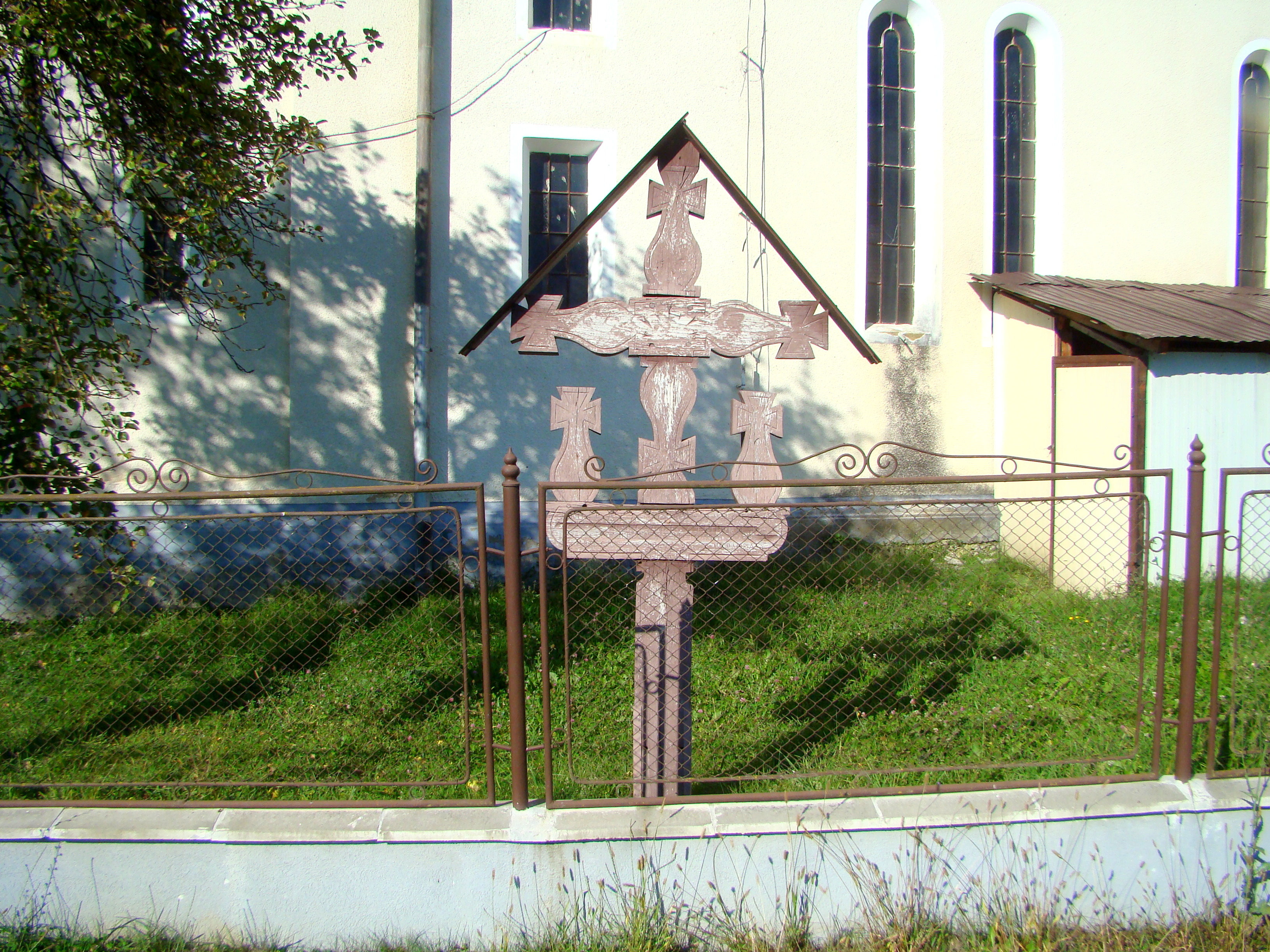
Troița
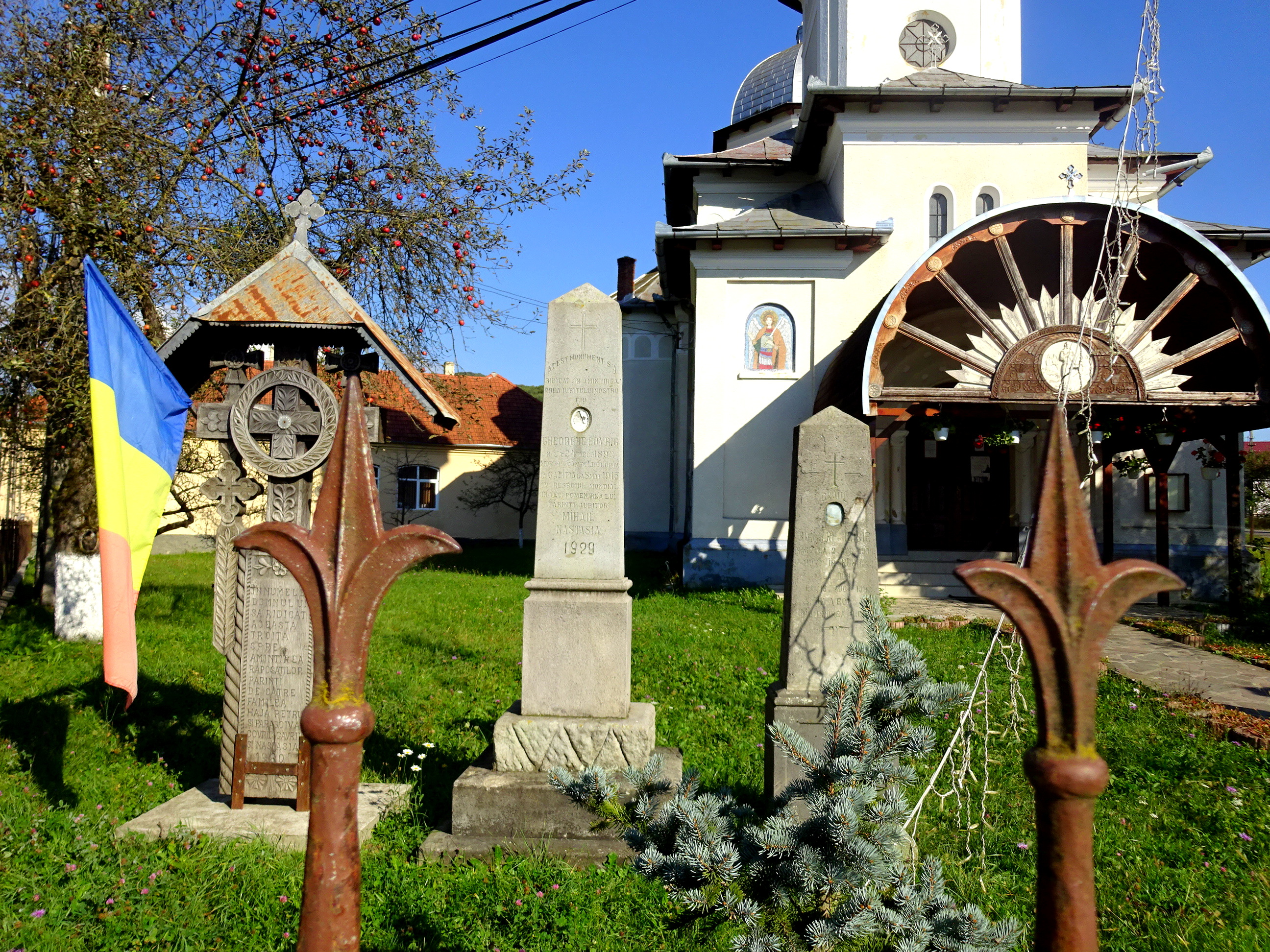
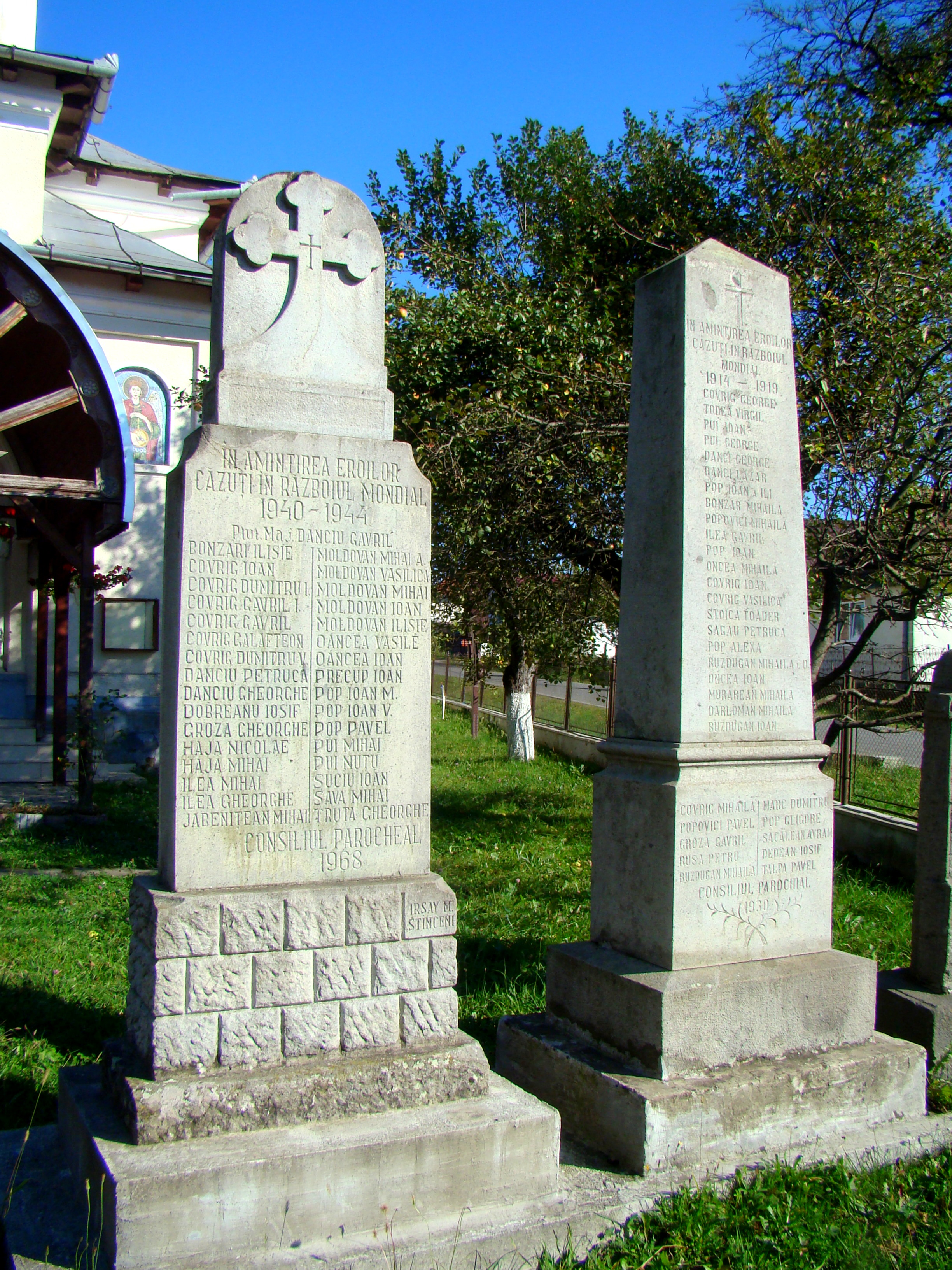
Monumentul eroilor
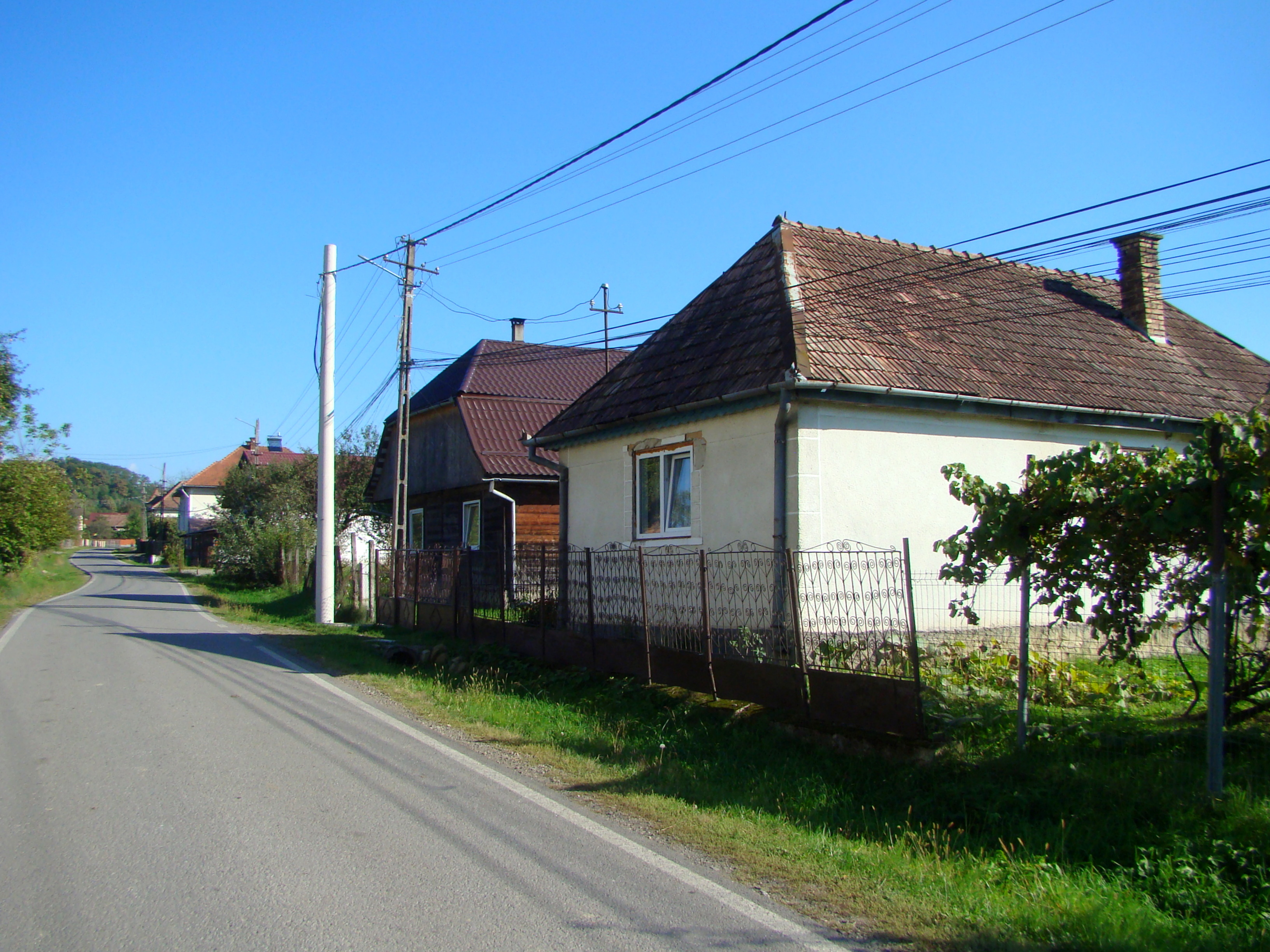
Idicel-Pădure
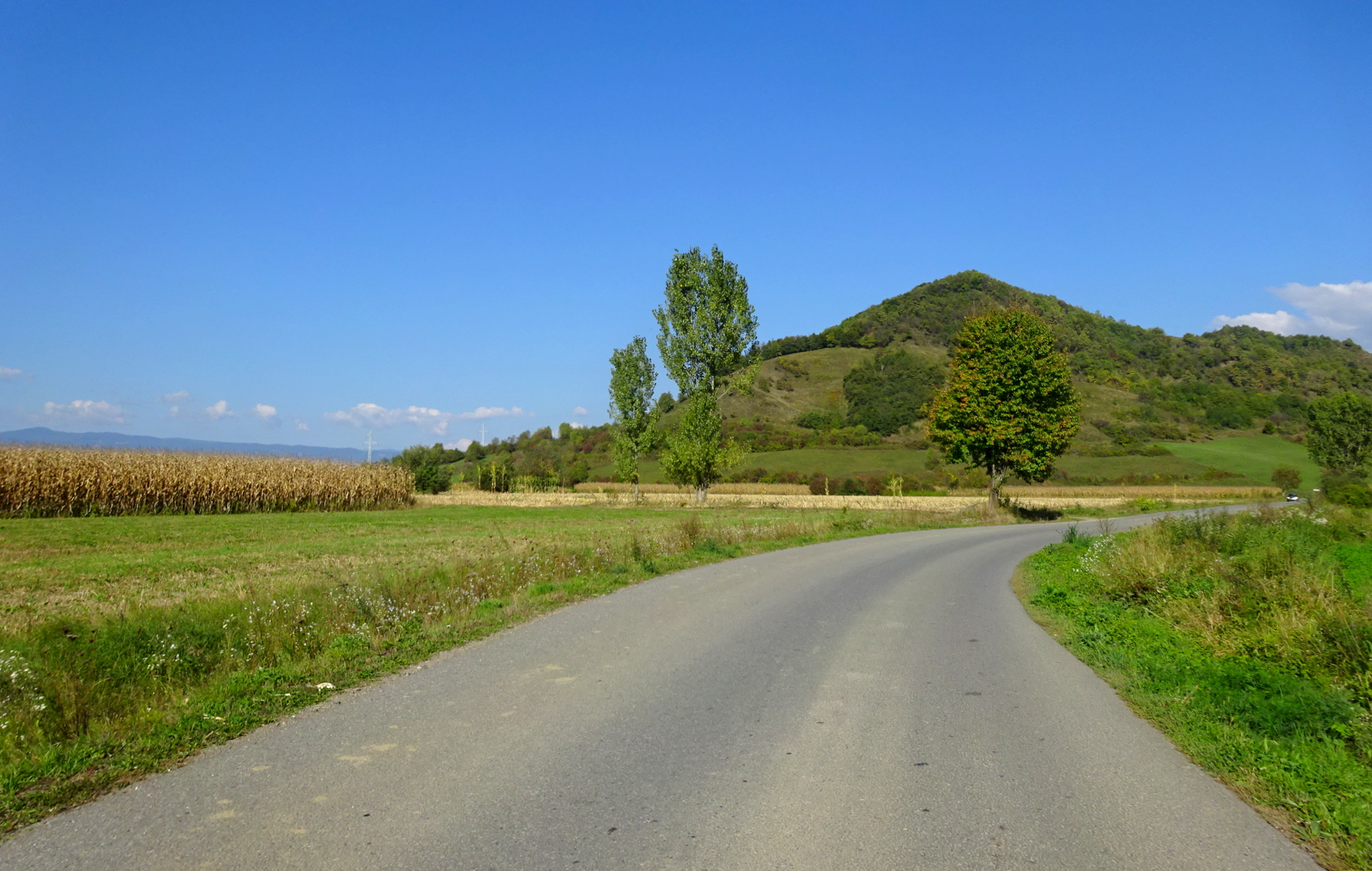
Drumul spre satul Idicel
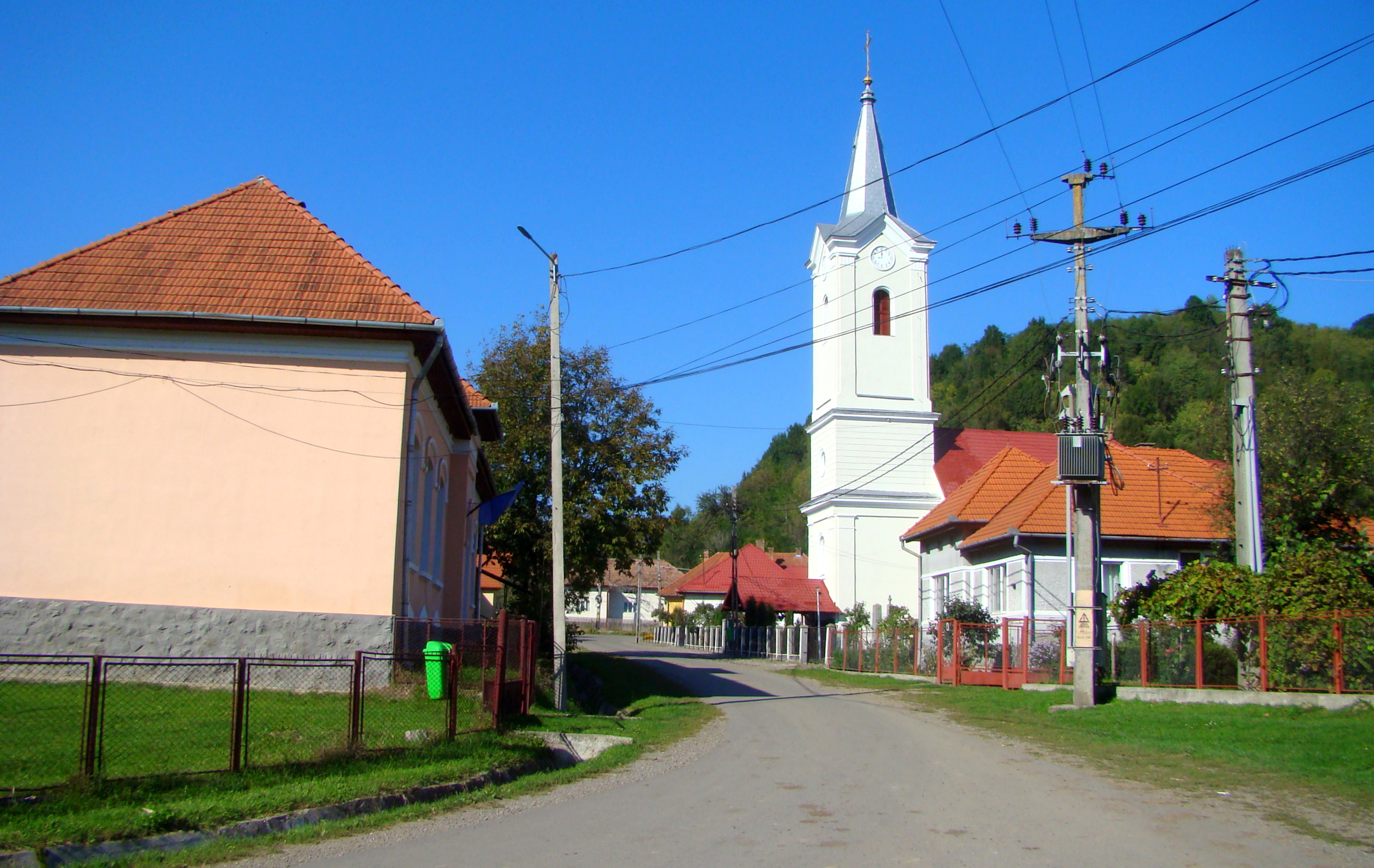
Idicel
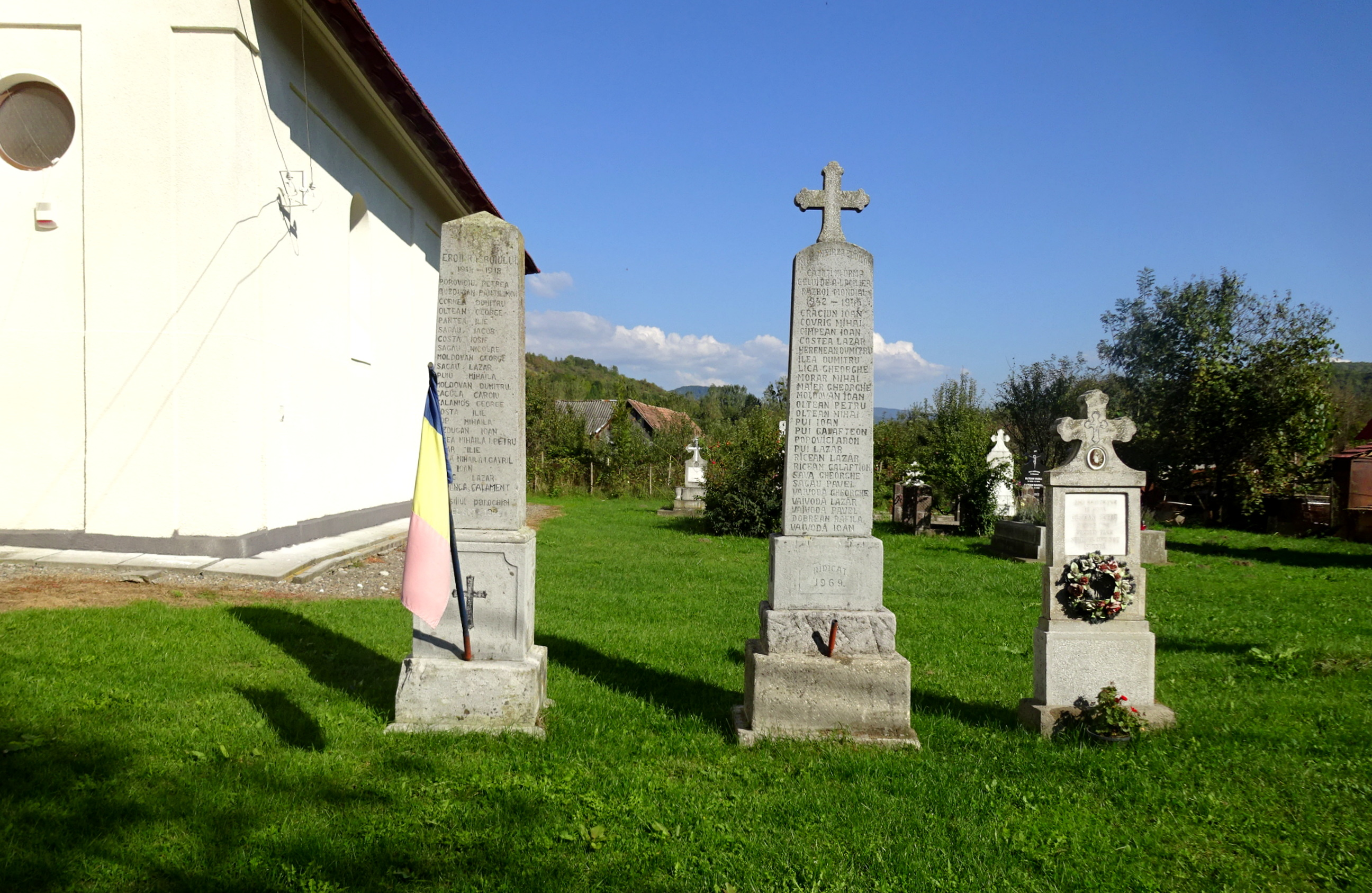
Monumentul eroilor
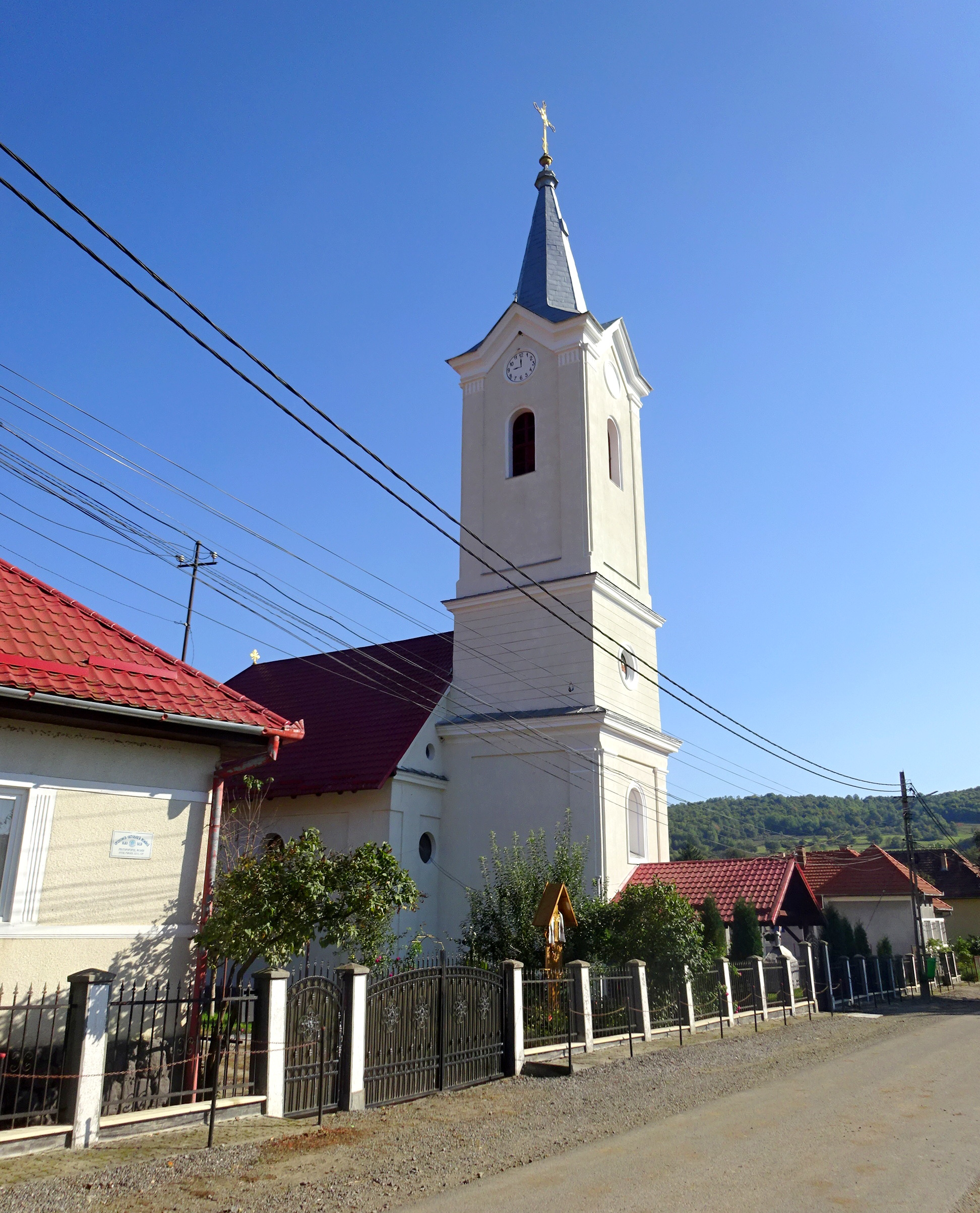
Biserica ortodoxă din Idicel
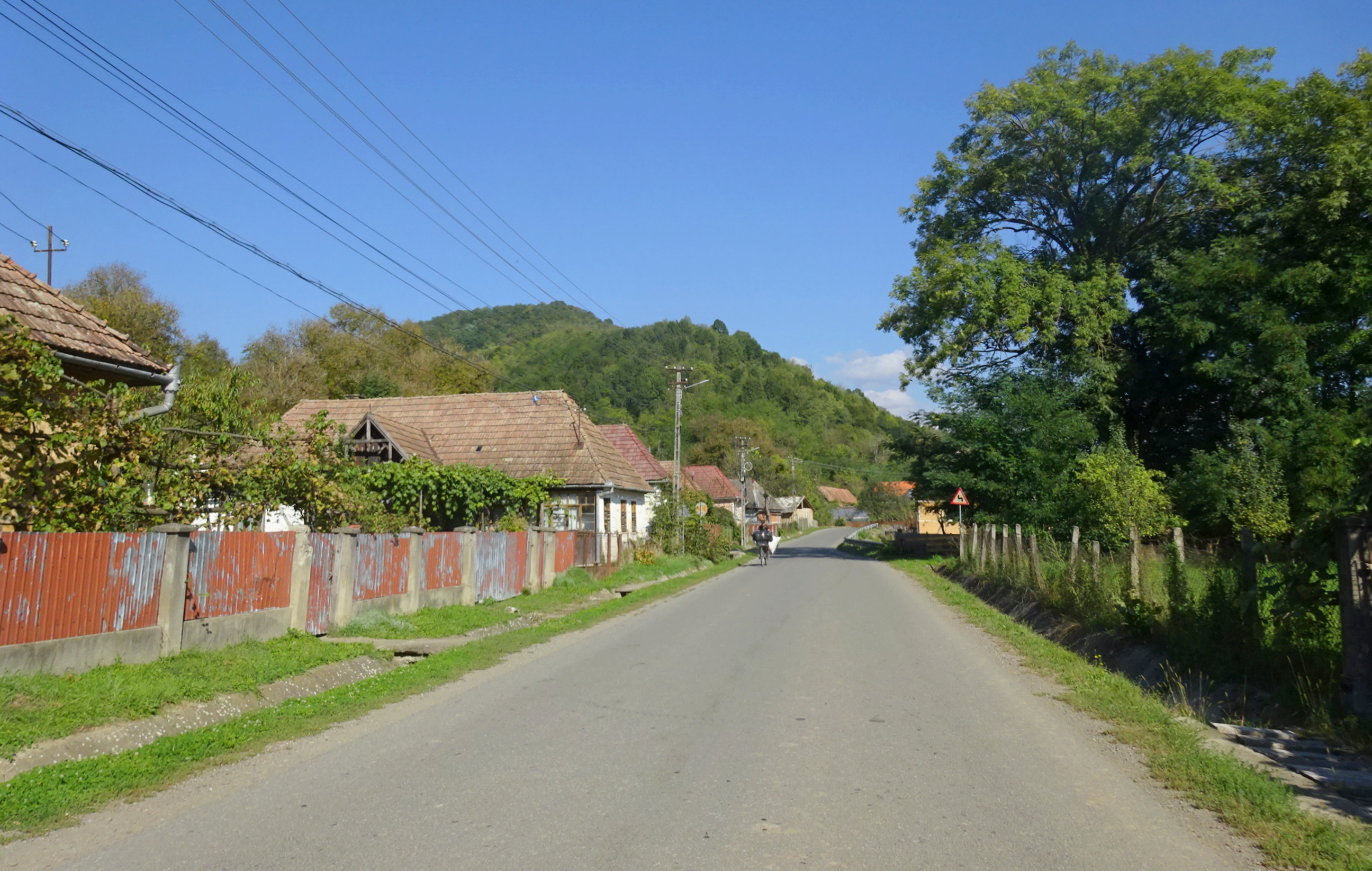
Idicel
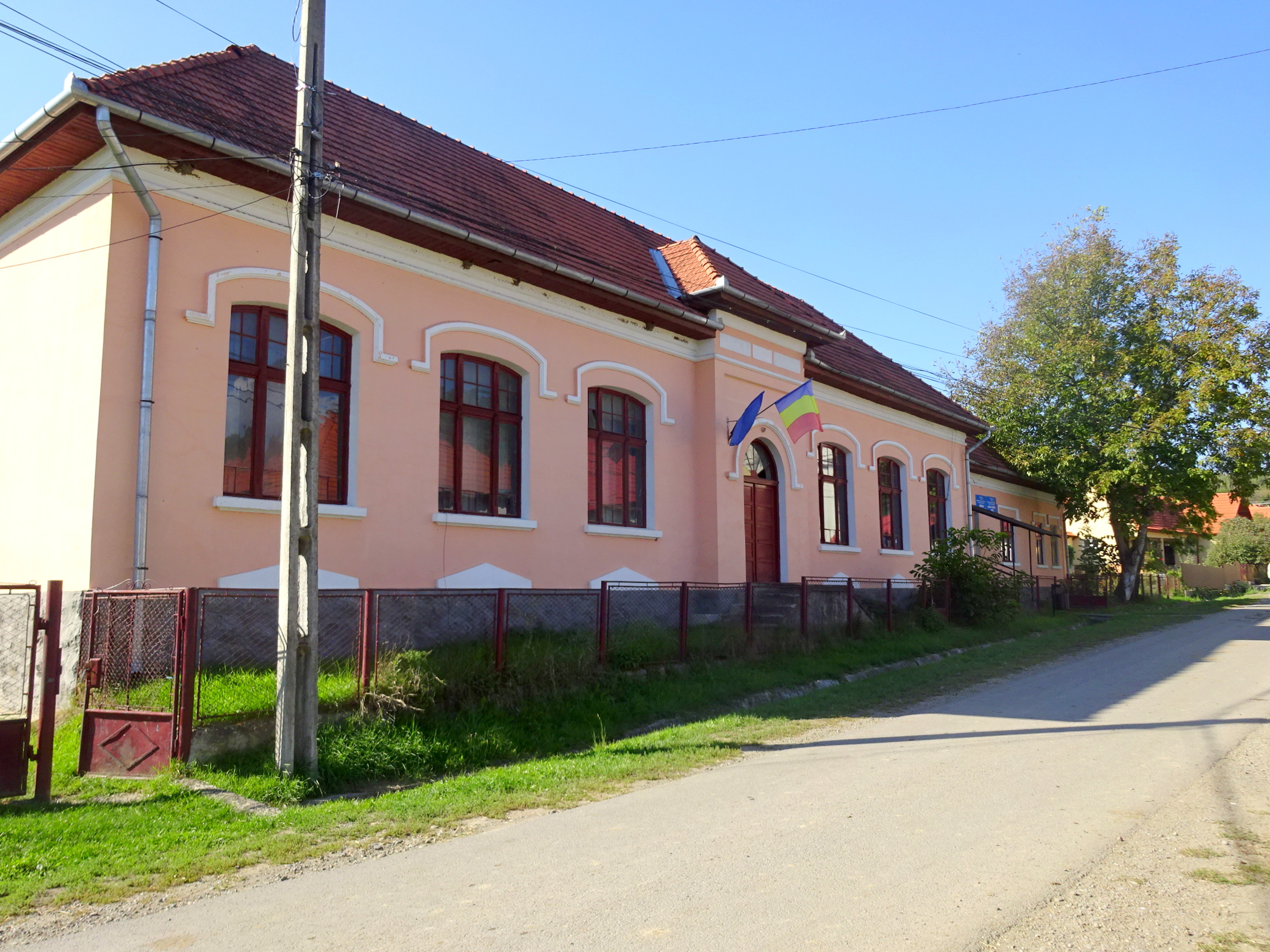
Școala și grădinița
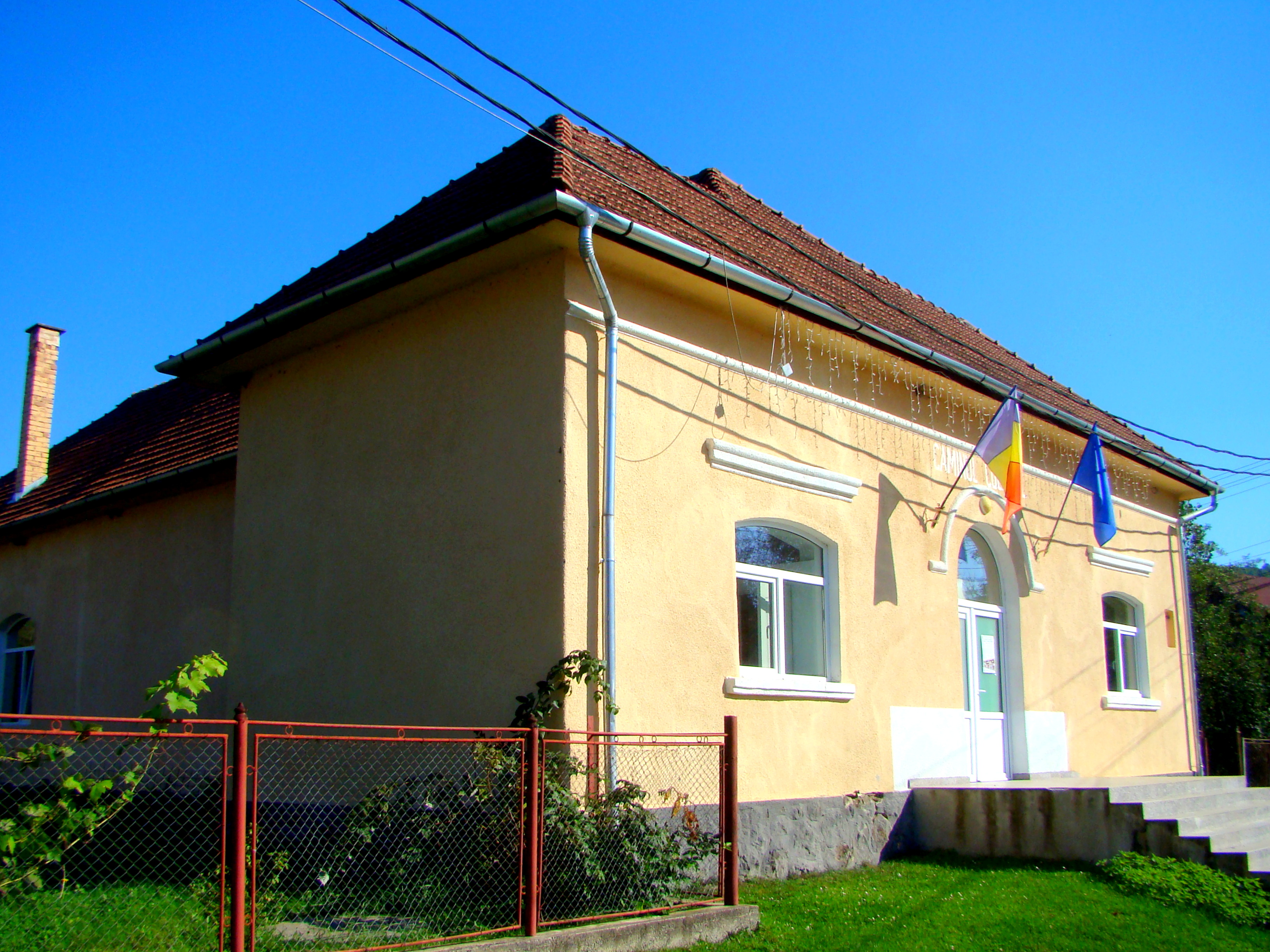
Căminul cultural
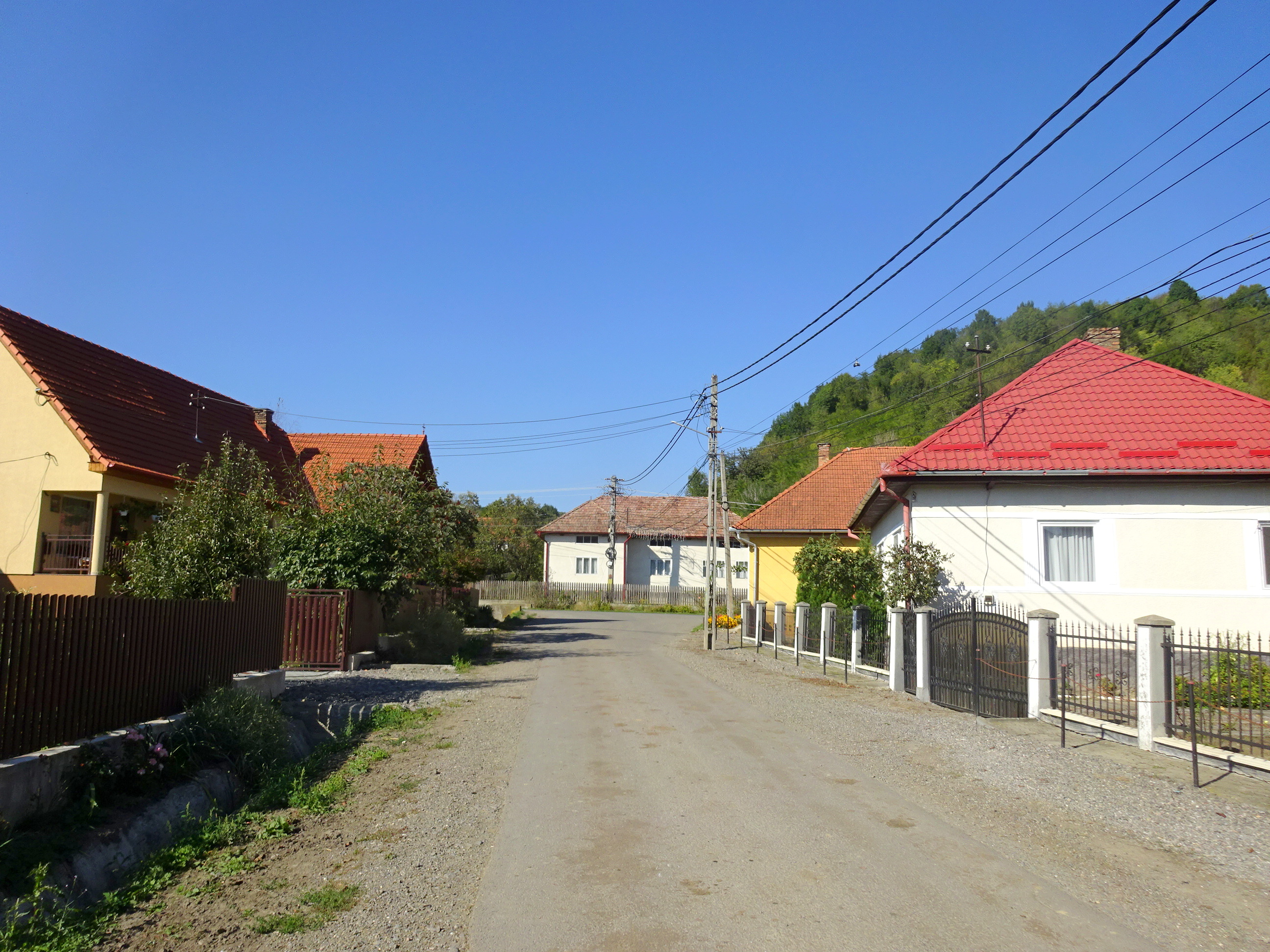
Idicel